# Джордж (герцог Кларенський)
Джордж (21 жовтня 1449 — 18 лютого 1478) — англійський аристократ, 1-й герцог Кларенський.

## Біографія

### Молоді роки
Походив з родини аристократів Йорків, яка була бічною лінією королівського роду Плантагенетів та родичами королів з династії Ланкастерів. Народився у Дубліні (Ірландія) у сім'ї Річарда Йоркського та Сесіл Невілл. Замолоду не відзначався якимись визначними якостями, не проявив себе у політиці чи у битвах. Лише після того, як його брат Едуард став королем Англії, почалася кар'єра Джорджа. У 1461 році став герцогом Кларенс та кавалером Ордену Підв'язки.

### Боротьба за владу
Втім Джорджа не задовольняли його невеликі володіння порівняно з іншими магнатами країни. Він мав намір розширити свій вплив на справи королівства. Тому уклав союз із графом Річардом Воріком, одружившись з його донькою у 1469 році. Водночас граф Ворік, незадоволений політикою короля Едуарда IV бажав використати Джорджа у своїх інтересах. У 1470 році виник заколот цих політиків, внаслідок якого Едуарду IV довелося тікати з країни. Втім Джордж Кларенс не отримав того становища в Англії, на яке сподівався — тепер усіма справами став заправляти граф Ворік при номінальному королі Генріху VI Ланкастері. Тому, коли у 1471 році його брат Едуард висадився з найманим військом, Кларенс зрадив Воріка й перейшов на бік Едуарда IV. Це стало однією складових перемоги останнього у битві при Барнеті.
Після перемоги Йорків становище Джорджа Кларенса було хитким — при королівському дворі йому не довіряли внаслідок декількох зрад. Конфлікт поглибився внаслідок суперечки Кларенса з іншим своїм братом Річардом Глостером за спадок графа Воріка. Король Едуард IV розділив землі поміж братами, при цьому більше земель відійшло до вірного королю Річарда Глостера. До того ж Джордж був невдоволений відмовою Едуарда IV сприяти шлюбу Кларенса з спадкоємницею Бургундії — Маргаритою. Ця образа спонукала Джорджа Кларенса узяти участь у новій змові проти короля, яка була викрита. Брата короля було засуджено й страчено у Тауері 18 лютого 1478 року. Титул герцога Кларенса було скасовано.

## Родина
1. Дружина — Ізабела (1451—1476), донька Річарда Невілла, графа Воріка.
Діти:
- Ганна (1470)
- Маргарита (1473—1541), графиня Салісбері
- Едуард (1475—1499), граф Ворік
- Річард (1476—1477)